# Марчаль
Марчаль (ісп. Marchal) — муніципалітет в Іспанії, у складі автономної спільноти Андалусія, у провінції Гранада. Населення — 373 особи (2010).
Муніципалітет розташований на відстані близько 350 км на південь від Мадрида, 37 км на схід від Гранади.

## Демографія
Динаміка населення (INE ):

## Галерея зображень

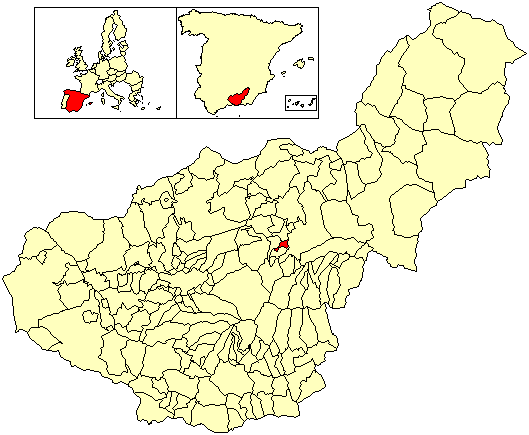
Розташування муніципалітету у провінції Гранада